# كرضاب (القبيطة)

تعديل مصدري - تعديل

كرضاب هي إحدى قرى عزلة كرش بمديرية القبيطة التابعة لمحافظة لحج، بلغ تعداد سكانها 30 نسمة حسب تعداد اليمن لعام 2004.